# Golden Cup masculina 2010
La Golden Cup masculina 2010 - Memorial Àlex Ros, promocionada sota la denominació Blanes Golden Cup 2010, fou una competició d'hoquei patins disputada entre el 17 i el 20 de juny al Pavelló d'Esports de Blanes que comptà amb la participació de les seleccions nacionals masculines de Catalunya, Argentina, Xile, França, una Selecció Mundial i l'equip organitzador, el Blanes Hoquei Club.
Paral·lelament a la competició masculina, es disputà al mateix lloc durant les mateixes dates la Golden Cup femenina 2010, quarta edició en aquesta categoria.
Aquest torneig reconegut pel Comitè Internacional d'Hoquei sobre patins (CIRH) va servir a algunes de les seleccions com a preparació per la Copa Amèrica 2010 masculina, disputada a Vic (Catalunya) entre el 21 i el 27 de juny.
L'acte de presentació del torneig es va fer el divendres 4 de juny al Jardí botànic Marimurtra de Blanes amb la intervenció en roda de premsa de Josep Ridaura, president del Blanes HC; Benjamí Pons, president territorial de Girona de la Federació Catalana de Patinatge; Josep Sagué, delegat d'Esports a Girona de la Generalitat de Catalunya; Josep Trias, batlle de Blanes; i Anselm Ramos, regidor d'esports de Blanes. A més, hi van assistir nombrosos jugadors del Blanes HC així com el seleccionador català Jordi Camps.
La final del campionat, disputada entre Catalunya i el Blanes Hoquei Club, fou retransmesa en directe per la televisió pública catalana a través de TV3, a les 12:30h del diumenge 20.

## Fase Regular
Els horaris corresponen a l'hora d'estiu dels Països Catalans (zona horària: UTC+2).

### Llegenda
En les taules següents:
| Pts = Punts totals PJ = Partits jugats PG = Partits guanyats PE = Partits empatats PP = Partits perduts GF = Gols a favor |  | GC = Gols en contra DG = Diferència de gols (GF-GC) Ressaltat en verd = Equip classificat per a la segona fase. Ressaltat en vermell = Equip eliminat per a la segona fase. (p) = Gol de penal (fd) = Gol de falta directa |  |  |

### Grup A
| Equip     | Pts | PJ | PG | PE | PP | GF | GC | DG |
| --------- | --- | -- | -- | -- | -- | -- | -- | -- |
| Catalunya | 6   | 2  | 2  | 0  | 0  | 11 | 5  | +6 |
| Blanes HC | 3   | 2  | 1  | 0  | 1  | 8  | 8  | 0  |
| França    | 0   | 2  | 0  | 0  | 2  | 3  | 9  | -6 |

| 17 de juny de 2010 (18:00)                                     |       |              |                                                         |
| Catalunya                                                      | 5-1   | França       | Pavelló d'Esports de Blanes Àrbitres: A.Gómez i M.Soler |
| Gual 11' Bargalló 28' Panadero 32' Bancells 37' Rocasalbas 42' | [ 4 ] | G. Lesca 29' | Pavelló d'Esports de Blanes Àrbitres: A.Gómez i M.Soler |

| 18 de juny de 2010 (16:30)                  |       |                      |                                                       |
| Blanes HC                                   | 4-2   | França               | Pavelló d'Esports de Blanes Àrbitres: Ribó i González |
| K. Ridaura 2' Selva 20', 45' A. Ridaura 41' | [ 5 ] | Nedder 15' Weber 43' | Pavelló d'Esports de Blanes Àrbitres: Ribó i González |

| 18 de juny de 2010 (19:30)                             |       |                                                      |                                                        |
| Catalunya                                              | 6-4   | Blanes HC                                            | Pavelló d'Esports de Blanes Àrbitres: Gómez i González |
| Torra 5' Roca 9', 10' Ordeig 16', 34' (p) Bancells 45' | [ 5 ] | K. Ridaura 16' Armengol 37' Selva 41' A. Ridaura 47' | Pavelló d'Esports de Blanes Àrbitres: Gómez i González |

### Grup B
| Equip            | Pts | PJ | PG | PE | PP | GF | GC | DG |
| ---------------- | --- | -- | -- | -- | -- | -- | -- | -- |
| Selecció Mundial | 6   | 2  | 2  | 0  | 0  | 11 | 3  | +8 |
| Argentina        | 3   | 2  | 1  | 0  | 1  | 9  | 10 | -1 |
| Xile             | 0   | 2  | 0  | 0  | 2  | 5  | 12 | -7 |

| 17 de juny de 2010 (16:30)                 |       |                                                                     |                                                          |
| Xile                                       | 4-7   | Argentina                                                           | Pavelló d'Esports de Blanes Àrbitres: A.Gómez i R.Burgos |
| F. Castro 24' (fd), 44' Fernández 32', 40' | [ 6 ] | Ordóñez 8', 11', 39' E. García 13', 30' Nicolia 31' (fd) Ábalos 48' | Pavelló d'Esports de Blanes Àrbitres: A.Gómez i R.Burgos |

| 17 de juny de 2010 (19:30)                              |       |                |                                                          |
| Selecció Mundial                                        | 5-1   | Xile           | Pavelló d'Esports de Blanes Àrbitres: R.Burgos i M.Soler |
| M. Bertolucci 4', 47', 49' Marín 40' (fd) Masoliver 46' | [ 7 ] | C. Illanes 12' | Pavelló d'Esports de Blanes Àrbitres: R.Burgos i M.Soler |

| 18 de juny de 2010 (18:00)                                   |     |                       |                             |
| Selecció Mundial                                             | 6-2 | Argentina             | Pavelló d'Esports de Blanes |
| López 21' M. Bertolucci 35', 44', 45' A. Bertolucci 38', 44' |     | Martín 34' Babick 49' | Pavelló d'Esports de Blanes |

## Fase Final
|  | Semifinals                                      | Semifinals |   |  | Final                                           | Final |  |
|  |                                                 |            |   |  |                                                 |       |  |
|  | 19 de juny - Blanes Pavelló d'Esports de Blanes |            |   |  |                                                 |       |  |
|  | Catalunya                                       | 6          |   |  |                                                 |       |  |
|  | Argentina                                       | 3          |   |  |                                                 |       |  |
|  |                                                 |            |   |  |                                                 |       |  |
|  |                                                 |            |   |  | 20 de juny - Blanes Pavelló d'Esports de Blanes |       |  |
|  |                                                 |            |   |  | Catalunya                                       | 3     |  |
|  |                                                 | Blanes HC  | 0 |  |                                                 |       |  |
|  |                                                 |            |   |  |                                                 |       |  |
|  |                                                 |            |   |  |                                                 |       |  |
|  |                                                 |            |   |  |                                                 |       |  |
|  | 19 de juny - Blanes Pavelló d'Esports de Blanes |            |   |  |                                                 |       |  |
|  | Selecció Mundial                                | 3          |   |  |                                                 |       |  |
|  | Blanes HC                                       | 5          |   |  |                                                 |       |  |

### Cinquè i sisè lloc
| 19 de juny de 2011 (10:00)            |     |            |                             |
| França                                | 4-1 | Xile       | Pavelló d'Esports de Blanes |
| O. Lesca 26', 46' David 26' Weber 27' |     | Castro 20' | Pavelló d'Esports de Blanes |

### Semifinal 1
| 19 de juny de 2011 (18:30)                                   |       |                                    |                                                     |
| Catalunya                                                    | 6-3   | Argentina                          | Pavelló d'Esports de Blanes Àrbitres: Gómez i Ramos |
| Gual 20', 27' Torra 33' Roca 41' Bancells 43' Rocasalbas 49' | [ 8 ] | Ábalos 9' (p), 45' (fd) Martín 19' | Pavelló d'Esports de Blanes Àrbitres: Gómez i Ramos |

### Semifinal 2
| 19 de juny de 2011 (20:00)                    |       |                                                               |                                                        |
| Selecció Mundial                              | 3-5   | Blanes HC                                                     | Pavelló d'Esports de Blanes Àrbitres: Gómez i González |
| Marín 29' M. Bertolucci 30' A. Bertolucci 34' | [ 9 ] | Armengol 9' (p) Rodríguez 20' (fd) Selva 21', 44' Teixidó 34' | Pavelló d'Esports de Blanes Àrbitres: Gómez i González |

### Final
| 20 de juny de 2011 (12:30)      |        |           |                                                    |
| Catalunya                       | 3-0    | Blanes HC | Pavelló d'Esports de Blanes Àrbitres: Ribó i Soler |
| Bargalló 1' Ordeig 39' Gual 46' | [ 10 ] |           | Pavelló d'Esports de Blanes Àrbitres: Ribó i Soler |

| Catalunya        |
| Campió CATALUNYA |

## Classificació final
| Equip | Equip            | Pts | PJ | PG | PE | PP | GF | GC | DG  | Rend |
| ----- | ---------------- | --- | -- | -- | -- | -- | -- | -- | --- | ---- |
| 1r    | Catalunya        | 12  | 4  | 4  | 0  | 0  | 20 | 8  | +12 | 100% |
| 2n    | Blanes HC        | 6   | 4  | 2  | 0  | 2  | 8  | 11 | -3  | 50%  |
| 3r    | Selecció Mundial | 6   | 3  | 2  | 0  | 1  | 14 | 8  | +6  | 66%  |
| 3r    | Argentina        | 3   | 3  | 1  | 0  | 2  | 12 | 16 | -4  | 33%  |
| 5è    | França           | 3   | 3  | 1  | 0  | 2  | 7  | 10 | +3  | 33%  |
| 6è    | Xile             | 0   | 3  | 0  | 0  | 3  | 6  | 16 | -10 | 0%   |

## Màxims golejadors
| Jugador           | Selecció         | Gols |
| ----------------- | ---------------- | ---- |
| Mirko Bertolucci  | Selecció Mundial | 7    |
| "Jepi" Selva      | Blanes HC        | 5    |
| Marc Gual         | Catalunya        | 4    |
| Àlex Ridaura      | Blanes HC        | 4    |
| Esteban Ábalos    | Argentina        | 3    |
| Romà Bancells     | Catalunya        | 3    |
| Sandro Bertolucci | Selecció Mundial | 3    |
| Felipe Castro     | Xile             | 3    |
| Mia Ordeig        | Catalunya        | 3    |
| Lucas Ordóñez     | Argentina        | 3    |
| "Titi" Roca       | Catalunya        | 3    |